# 波埃多洛龙
波埃多洛龙（法語：Poey-d'Oloron，法語發音：[pɔɛ dɔlɔʁɔ̃]）是法国大西洋比利牛斯省的一个市镇，属于奥洛龙-圣玛丽区。

## 地理
波埃多洛龙（43°14'49"N, 0°39'46"W）面积4.79 平方千米，位于法国新阿基坦大区大西洋比利牛斯省，该省份为法国东南部省份，涵盖了贝阿恩与北巴斯克，西临大西洋比斯開灣，北至朗德省，东北接热尔省，东临上比利牛斯省，南与西班牙接壤。
与波埃多洛龙接壤的市镇（或旧市镇、城区）包括：阿朗、热龙斯、吕克德贝阿恩、奥兰、索塞德、韦尔代茨。
波埃多洛龙的时区为UTC+01:00、UTC+02:00（夏令时）。

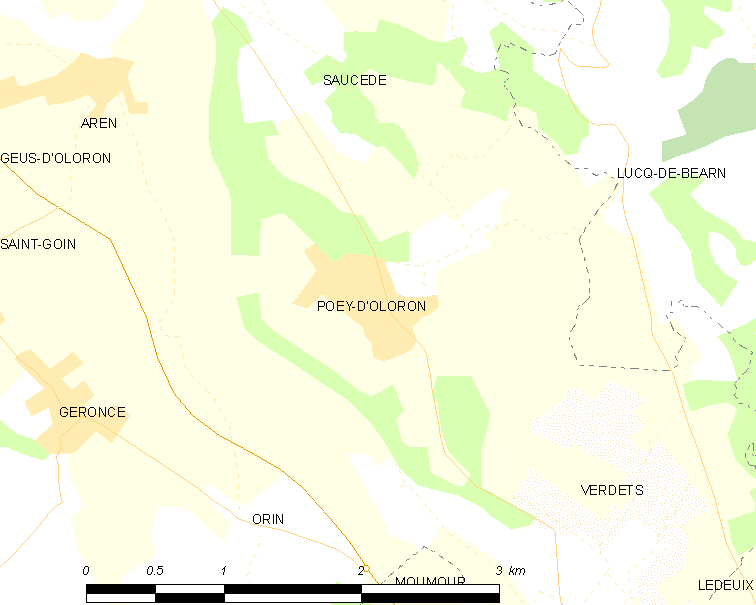
波埃多洛龙的OSM定位图

## 行政
波埃多洛龙的邮政编码为64400，INSEE市镇编码为64449。

## 政治
波埃多洛龙所属的省级选区为奥洛龙-圣玛丽第二县。

## 人口

1962-2008年间波埃多洛龙人口变化图示

波埃多洛龙于2022年1月1日时的人口数量为165人。